# Noni Jabavu
Helen Nontando (Noni) Jabavu (née le 20 août 1919 à Middledrift en union d'Afrique du Sud et morte le 18 juin 2008 à East London), est une femme de lettres et une journaliste sud-africaine, la première femme africaine à poursuivre avec succès une carrière littéraire et la première femme sud-africaine noire à publier une autobiographie. Elle est aussi la première femme africaine en charge d'un magazine littéraire britannique, en 1961.

## Biographie
Noni Jabavu est née le 20 août 1919 à Middledrift, dans la province du Cap (actuel Cap-Oriental), dans une famille d'intellectuels. 
Le mariage de ses parents avait forgé l'union entre deux des plus illustres familles chrétiennes de la province du Cap oriental de l'époque. Sa mère était Thandiswa Florence Makiwan, fondatrice de Zenzele Woman's Self-Improvement Association tandis que son père était le militant et auteur Davidson Ne Tengo Jabavu, et son grand-père John Tengo Jabavu, rédacteur en chef du premier journal sud-africain écrit en xhosa. 
Noni Jabavu est éduquée en Angleterre à partir de l'âge de 13 ans, sous la tutelle de Marguerite et Arthur Bevington Gillett (à côté de la Mohan Kumaramangalam et de sa sœur Parvati Krishnan) et continue à y vivre pendant de nombreuses années. Elle étudie d'abord à The Mount School, à York et plus tard, à Londres, à l'Académie royale de musique.  En 1938, elle est à un concert Proms dans le Queen's Hall lorsque ce concert est interrompu par la nouvelle de la signature par Neville Chamberlain d'un accord et son allocution, « Peace for our time », qui n'évitera pas la Seconde Guerre mondiale : l'accord sera bafoué par Hitler.
Au début de la Seconde Guerre mondiale, elle abandonne des études sur les techniques de cinéma, et se forme pour devenir technicienne semi-qualifiée et soudeur d'oxyacétylène, travaillant sur des pièces d'engins de bombardement. 
Après la guerre, elle reste à Londres, devenant une vedette et une personnalité de la télévision, travaillant pour la BBC en tant que présentatrice et productrice. Elle effectue des séjours prolongés en Afrique du Sud jusqu'à son mariage avec le réalisateur anglais Michael Cadbury Crosfield en 1951, contraire aux lois d'apartheid sur le métissage et à l'Immorality Act, alors en vigueur. 
Par la suite, elle voyage également au Mozambique, en Ouganda et au Zimbabwe. Elle ne retourne plus en Afrique du Sud que par intermittence comme en 1955 pour un séjour de trois mois. Son premier livre, Drawn in Colour: African Contrasts (1960), est issu de ce voyage. Le livre est bien reçu par la critique des deux côtés de l'Atlantique. Il est réédité cinq fois dès sa première année de publication. 
Noni Jabavu Cadbury Crosfield prend en charge en 1961 un magazine littéraire britannique, The New Strand, une nouvelle version de The Strand Magazine, qui avait fermé en 1950,. 
Dans les années 1960, elle et son mari déménagent à la Jamaïque, où il travaille comme conseiller cinématographique du gouvernement, et sont de retour à Londres quelques années plus tard. 
Son second livre, The Ochre People: Scenes from a South African Life, publié en 1963, est également un travail de mémoire. 
En 1976 et 1977, elle voyage à nouveau à travers l'Afrique du Sud pour retrouver des documents d'archive.
Elle reçoit un prix pour l'ensemble de son œuvre par le ministre de la Culture et des Arts Pallo Jordan, ainsi qu'un prix de littérature de jeunesse de la province du Cap-Oriental, par la ministre de la culture, des arts et des sports Nosimo Balindlela.

## Principales publications
- Drawn in Colour (Londres: John Murray, 1960; New York: St Martin's Press, 1962)
- The Ochre People (Londres: John Murray, 1963; New York: St Martin's Press, 1963)